# Ектогенеза
Ектогенеза (од грчког εκτος, „споља“ и генеза) јесте раст организма у вештачкој средини, ван тела у којем би се нормално развијало, као што је раст ембриона или фетуса изван мајчиног тело, или раст бактерија ван тела домаћина. Термин је сковао британски научник Ј. Б. С Халдејн 1924.